# Saint-Ciers-sur-Bonnieure
 Saint-Ciers-sur-Bonnieure  es una población y comuna francesa, en la región de Poitou-Charentes, departamento de Charente, en el distrito de Angoulême y cantón de Mansle.

## Demografía
| 271 | 271 | 264 | 256 | 240 | 256 |
| Para los censos de 1962 a 1999 la población legal corresponde a la población sin duplicidades (Fuente: INSEE [Consultar]) |     |     |     |     |     |